# Komárovce
Komárovce (in ungherese Komaróc) è un comune della Slovacchia facente parte del distretto di Košice-okolie, nella regione di Košice.